# 1018 Арнолда
1018 Арнолда (енгл. 1018 Arnolda) је астероид главног астероидног појаса са пречником од приближно 16,42 km.
Афел астероида је на удаљености од 3,165 астрономских јединица (АЈ) од Сунца, а перихел на 1,916 АЈ.
Ексцентрицитет орбите износи 0,245, инклинација (нагиб) орбите у односу на раван еклиптике 7,650 степени, а орбитални период износи 1479,428 дана (4,050 године).
Апсолутна магнитуда астероида је 10,62 а геометријски албедо 0,370.
Астероид је откривен 3. марта 1924. године.